# Racconti della frontiera
Racconti della frontiera (The Quest) è una serie televisiva statunitense in 15 episodi di cui 11 trasmessi per la prima volta nel corso di una sola stagione nel 1976. La serie era stata preceduta da un film per la televisione pilota trasmesso sulla NBC il 13 maggio 1976 intitolato The Quest. Il primo episodio regolare fu trasmesso sulla NBC il 22 settembre 1976. Fu poi cancellata dopo i primi 11 episodi (l'ultimo fu trasmesso il 29 dicembre 1976).
È una serie d'avventura del genere western incentrata sulle vicende di due fratelli Morgan e Quentin Beaudine (interpretati da Kurt Russell e Tim Matheson) alla ricerca della loro sorella Patricia nelle mani degli indiani.

## Personaggi e interpreti
- Morgan Beaudine (15 episodi), interpretato da Kurt Russell.
- Quentin Beaudine (15 episodi), interpretato da Tim Matheson.
- Capo indiano (3 episodi), interpretato da Frank Salsedo.
- Mathew Hatcher (2 episodi), interpretato da Dan O'Herlihy.
- Cooler (2 episodi), interpretato da Keenan Wynn.
- Tucker (2 episodi), interpretato da Woody Strode.
- Santos (2 episodi), interpretato da Erik Estrada.
- Billy Donn (2 episodi), interpretato da Sander Johnson.
- Jess (2 episodi), interpretato da Cooper Huckabee.
- Wakely (2 episodi), interpretato da John Rubinstein.
- Walter Lucas (2 episodi), interpretato da Gary Lockwood.
- Jobson (2 episodi), interpretato da Walter Wyatt.
- Pratt (2 episodi), interpretato da Richard Davalos.
- Bess (2 episodi), interpretata da Angela May.
- Aames (2 episodi), interpretato da John Alvin.
- Fran (2 episodi), interpretata da Judy Hanson.
- Jed (2 episodi), interpretato da Peter Haas.
- Willie (2 episodi), interpretato da Meegan King.
- Bobby (2 episodi), interpretato da Reid Rondell.

## Produzione
La serie fu prodotta da David Gerber Productions e Columbia Pictures Television. Le musiche furono composte da Richard Shores.
Tra i registi della serie è accreditato Bernard McEveety (7 episodi). Tra gli sceneggiatori:
- Tracy Keenan Wynn (9 episodi976)
- Anthony Lawrence (2 episodi)
- Michael Michaelian (2 episodi)
- Katharyn Powers (2 episodi)

## Distribuzione
La serie fu trasmessa negli Stati Uniti nel 1976 sulla rete televisiva NBC (solo i primi 11 episodi, fu poi cancellata e l'ultimo episodio fu trasmesso il 29 dicembre 1976). In Italia è stata trasmessa da Rai 1 a partire dal 25 luglio 1979 con il titolo Racconti della frontiera.
Alcune delle uscite internazionali sono state:
- negli Stati Uniti il 22 settembre 1976 (The Quest)
- in Francia il 16 settembre 1977 (Sur la piste des Cheyennes)
- in Italia (Racconti della frontiera)

## Episodi
| Stagione       | Episodi | Prima TV USA |
| -------------- | ------- | ------------ |
| Prima stagione | 15      | 1976         |